# Zukunftsraum Thayaland
Die Kleinregion Zukunftsraum Thayaland liegt im nördlichen Waldviertel und besteht aus den 15 Gemeinden des Bezirks Waidhofen an der Thaya, in denen insgesamt rund 28.000 Menschen leben.
Der Verein Zukunftsraum Thayaland ist Betreiber von regionalen Initiativen. Auf freiwilliger Basis werden in diesem Verein gemeindeübergreifende Kooperationen unterstützt. Der Verein Zukunftsraum Thayaland ist auch Initiator des Projekts „Thayarunde Radweg“ und der 5-Sinne-Radrunden, das 2012 seine ersten Umsetzungsschritte setzte. Nach intensiven Arbeiten fand die erste Teileröffnung der Strecke Slavonice – Fratres am 17. August 2014 statt. Die gesamte Streckeneröffnung wurde mit Landeshauptfrau Johanna Mikl-Leitner am 25. Juni 2017 in Waidhofen an der Thaya gefeiert. Der Zukunftsraum Thayaland ist seit 2011 eine Klima- und Energie-Modellregion (KEM-Thayaland). Im Bereich Mobilität wurden mit Projekten zum Thema Alltagsradfahren und der grenzüberschreitenden Buslinie 764 (WA15) weitere Akzente gesetzt.
Der Verein Zukunftsraum Thayaland hat Preise und Anerkennungsauszeichnungen erhalten. Darunter befinden sich der Meilenstein 2004, der Euregio-Innovationspreis 2006, der Climate Star 2016, der Radland-Mobilitätspreis 2017, der 2. Preis der Dorferneuerung für „Ganzheitlichkeit“ 2018 sowie der Eurosolarpreis 2019.
Der Verwaltungssitz des Vereines befindet sich im alten Bahnhofsgebäude in Dobersberg, welches auch als Infobüro für die touristischen Belange der Region dient.

## Mitglieder
Der Region Zukunftsraum Thayaland gehören folgende Gemeinden als Mitglieder an:
- Marktgemeinde Dietmanns
- Marktgemeinde Dobersberg
- Marktgemeinde Gastern
- Stadtgemeinde Groß-Siegharts
- Marktgemeinde Karlstein an der Thaya
- Marktgemeinde Kautzen
- Marktgemeinde Ludweis-Aigen
- Gemeinde Pfaffenschlag
- Stadtgemeinde Raabs an der Thaya
- Marktgemeinde Thaya
- Marktgemeinde Vitis
- Stadtgemeinde Waidhofen an der Thaya
- Gemeinde Waidhofen an der Thaya-Land
- Marktgemeinde Waldkirchen an der Thaya

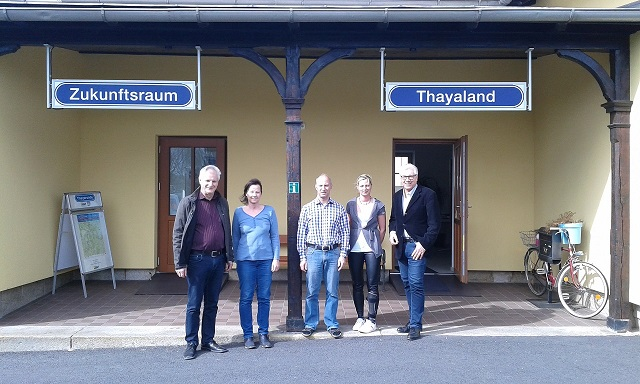
Infobüro Dobersberg

- Marktgemeinde Windigsteig

## Geschichte
Der Verein Zukunftsraum Thayaland hat seine Ursprünge in der 1997 gegründeten Kleinregion „Erlebnis Thayaland“ und dem 2001 gegründeten grenzüberschreitenden Impulszentrum (GIZ) Thayaland und der Kleinregion PWGD. Das GIZ Thayaland beschäftigte sich bis 2006 mit dem „Abbau der Grenzen in den Köpfen“ und der Aktivierung interregionaler, grenzüberschreitender Kooperationen. Diese Aktivitäten haben Bedeutung für die niederösterreichische Grenzregionen, um die wirtschaftlichen Chancen der EU-Ost-Erweiterung besser nutzen zu können. Danach gründete sich die Region Zukunftsraum Thayaland als Nachfolgeorganisation der Kleinregion PWGD (Gemeinde Pfaffenschlag, Stadtgemeinde Waidhofen an der Thaya, Stadtgemeinde Groß-Siegharts und Marktgemeinde Dietmanns) dem GIZ Thayaland (Marktgemeinde Dobersberg, Gemeinde Waldkirchen an der Thaya, Gemeinde Windigsteig (seit 2003), Marktgemeinde Thaya, Stadtgemeinde Raabs an der Thaya (seit 2003), Gemeinde Waidhofen an der Thaya-Land (seit 2003) Marktgemeinde Karlstein an der Thaya, Marktgemeinde Ludweis-Aigen (seit 2003), Marktgemeinde Vitis (seit 2003) Marktgemeinde Kautzen und Marktgemeinde Gastern) und der Kleinregion „Erlebnis Thayaland“. Der Zukunftsraum Thayaland ist damit eine Vereinigung aller Gemeinden des Bezirkes Waidhofen an der Thaya und ist daher die einzige Kleinregion die einen ganzen Bezirk umfasst. Diese bereitete dann das grenzüberschreitende Projekt „Landesausstellung Raabs-Horn Telč 2009“ vor. Der Verein Zukunftsraum Thayaland ist seit 14. September 2014 Mitglied der grenzüberschreitenden Initiative Region Renesance.

## Projekte

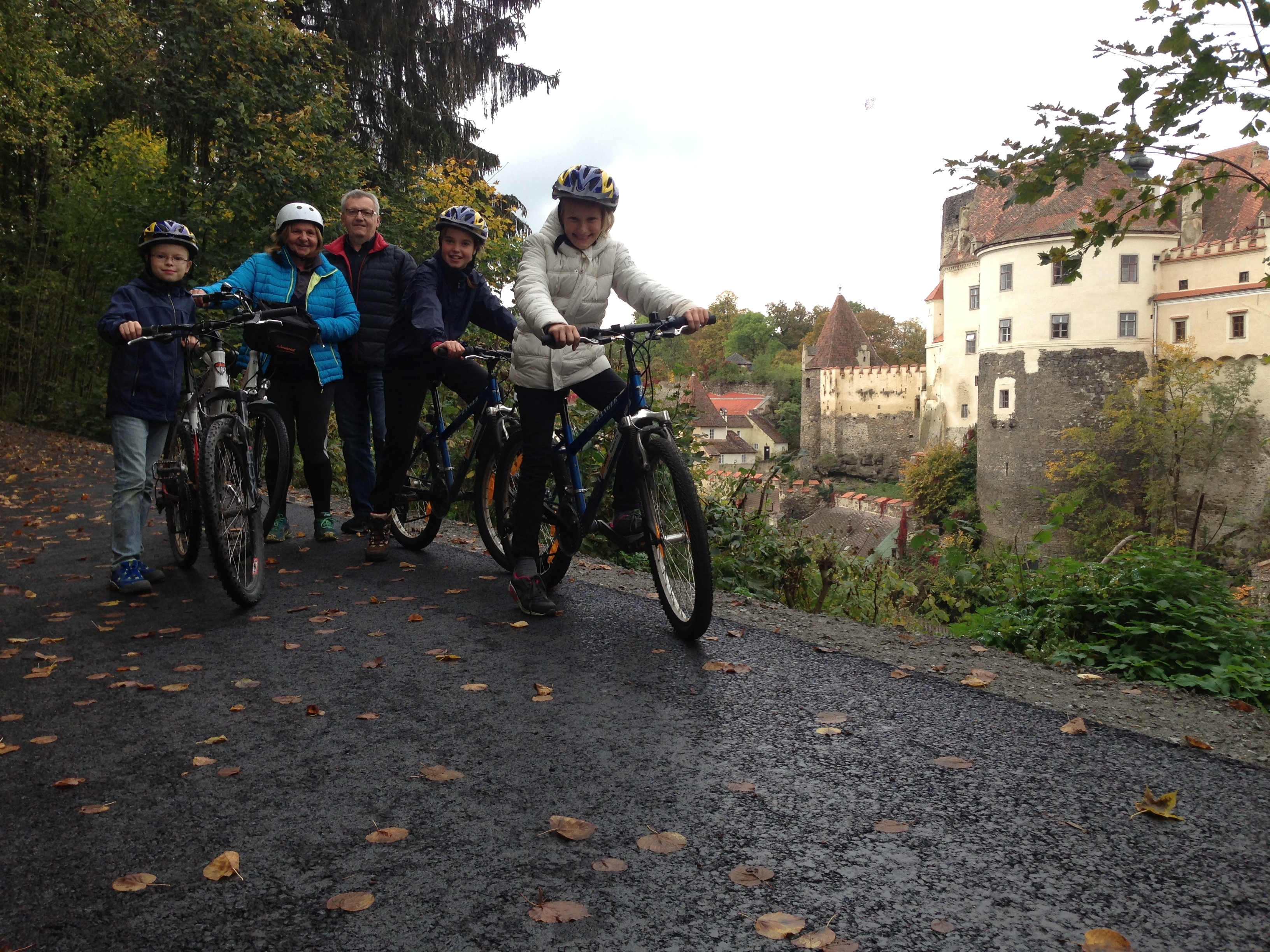
Thayarunde-Radweg

- Siedlungsentwicklung
- Land- und Forstwirtschaft
- Wirtschaft
- Freizeit/Erholung/Tourismus
- Verkehr
- Soziale Infrastruktur
- Ver- und Entsorgungsinfrastruktur
- Naturraum und Umwelt
- EU-Integrationsprozess